# Vicente Fernández
Vicente Fernández Gómez, detto Chente (Guadalajara, 17 febbraio 1940 – Guadalajara, 12 dicembre 2021), è stato un cantante, attore e produttore cinematografico messicano.

## Biografia
Soprannominato El Rey de la Canción Ranchera (il re della musica ranchera), Fernández registrò oltre 50 album e apparve in oltre 30 film.
Vinse sette Latin Grammy Awards e un Grammy Award. Anche se poco noto al pubblico di lingua non spagnola, è considerato ancora oggi uno dei più grandi cantanti messicani di sempre avendo venuto oltre 50 milioni di copie in tutto il mondo. Nelle sue performance è sempre accompagnato da un gruppo di mariachi.
Fu inserito nella Billboard's Latin Music Hall of Fame e nella Hollywood Walk of Fame.
Già colpito da un tumore della prostata e da uno del fegato, morì nel dicembre 2021 all'età di 81 anni a causa di una caduta, a seguito della quale gli venne diagnosticata la sindrome di Guillain-Barré. Era padre del popolare cantante Alejandro Fernández e dell'attore Vicente Fernández Jr.